# 哥倫比亞 (加利福尼亞州)
哥倫比亞（英語：Columbia）是位於美國加利福尼亞州圖奧勒米縣的一個人口普查指定地區。

## 地理
哥倫比亞的座標為38°02′02″N 120°24′04″W / 38.03389°N 120.40111°W，而該地最高點為海拔高度652米（即2139英尺）。

## 人口
根據2010年美國人口普查的數據，哥倫比亞的面積為15.487平方千米，當中陸地面積為15.440平方千米，而水域面積為0.047平方千米。當地共有人口2297人，而人口密度為每平方千米148人。